# 夢 (HIKAKIN & SEIKINの曲)
「夢」（ゆめ）は、HIKAKIN & SEIKINの4枚目のシングルである。2019年12月19日に自主制作で音楽配信された。

## 概要
前作「今」から約1年ぶりにリリース。この楽曲は、作詞作曲をSEIKIN、編曲を前作同様サウンドプロデューサーのTeddyLoidが手がけた。
また、アニメ「最響カミズモード!」では和風にアレンジされた特別バージョンが流れた。

## 収録曲
| 全作詞・作曲: SEIKIN、全編曲: TeddyLoid。 |           |        |            |      |
| #                                         | タイトル  | 作詞   | 作曲・編曲 | 時間 |
| 1.                                        | 「夢」    | SEIKIN | SEIKIN     | 4:02 |
| 合計時間:                                 | 合計時間: | 4:02   |            |      |